# Doissin
Doissin – miejscowość i gmina we Francji, w regionie Owernia-Rodan-Alpy, w departamencie Isère. Jej burmistrzem jest Gérard Bertrand.
Według danych na rok 1990 gminę zamieszkiwało 581 osób, a gęstość zaludnienia wynosiła 69 osób/km² (wśród 2880 gmin regionu Rodan-Alpy Doissin plasowała się wtedy na 1076. miejscu pod względem liczby ludności, natomiast pod względem powierzchni na miejscu 1247.).